# Hemithecium
Hemithecium es un género de hongo liquenizado de la familia Graphidaceae. Este género fue descrito por primera vez por V.B.A. Trevisan de St-Léon en 1853.